# Iche
Iche (auch Ich oder Yich; Zentralatlas-Tamazight ⵉⵛ Ic) ist eine Bergoase mit etwa 800 Einwohnern in der Provinz Figuig in der Region Oriental im äußersten Osten Marokkos. Die stellenweise weniger als 500 m östlich verlaufende Grenze zum Nachbarland Algerien ist seit Jahren geschlossen.

## Lage und Klima
Die verschiedenen Dörfer (ksour) von Iche liegen in den westlichen Ausläufern des Saharaatlas, etwa 50 Kilometer (Luftlinie) aber gut 155 Kilometer (Fahrtstrecke) nördlich der Oasenstadt Figuig bzw. gut 100 Kilometer östlich von Bouarfa auf einer Höhe von ca. 1200 m. Die von kleinen Bewässerungskanälen durchzogene Oasenlandschaft ist geprägt von Dattelpalmen und kleinen Feldern. Das Klima ist trocken und heiß; die äußerst spärlichen Niederschläge (ca. 140 mm/Jahr) fallen hauptsächlich im Winterhalbjahr.

## Bevölkerung
Die meisten Einwohner sind arabischer Herkunft vom Stamm der Beni Guil. Umgangssprachen sind Tarifit und Marokkanisches Arabisch.

## Wirtschaft und Geschichte
Wie Felszeichnungen in der Umgebung bezeugen, streiften bereits vor ca. 4000 bis 6000 Jahren Jäger und Sammler durch diese Gegend. Vor etwa 2000 bis 3000 Jahren kamen Nomadenstämme aus Arabien oder aus dem Niltal, doch erlaubt die äußerst karge Landschaft heute nur noch eine sehr zurückhaltende Beweidung durch Schafe und Ziegen. Auf kleinen bewässerten Parzellen wird noch heute Gerste und/oder etwas Gemüse (Bohnen, Zwiebeln) angebaut, doch wird dieses heutzutage auf den Märkten von Figuig und Bouarfa oft billiger eingekauft. Der Tourismus spielt kaum eine Rolle.

## Sehenswürdigkeiten
Der Eindruck der Berge mit ihren kleinen Tümpeln (gueltas) und Rinnsalen verbunden mit der beinahe absoluten Stille der umgebenden Landschaft können überwältigend sein. Die Oasenlandschaft wird von Dattelpalmen und kleinen, bewässerten Feldern gebildet, die nur im Frühjahr bewirtschaftet werden. Die alten, ausschließlich auf felsigem Untergrund errichteten Häuser sind aus kleinen Steinen mit ganz wenig Erde als stabilisierendem und isolierendem Hilfsstoff erbaut. Neuere Häuser sind aus Hohlblocksteinen gemauert und verputzt.
Felsgravuren bei Iche zeigen Tiere und andere, oft abstrakt-geometrische Objekte, wie sie in der Region um Figuig auch an anderen Stellen zu finden sind.

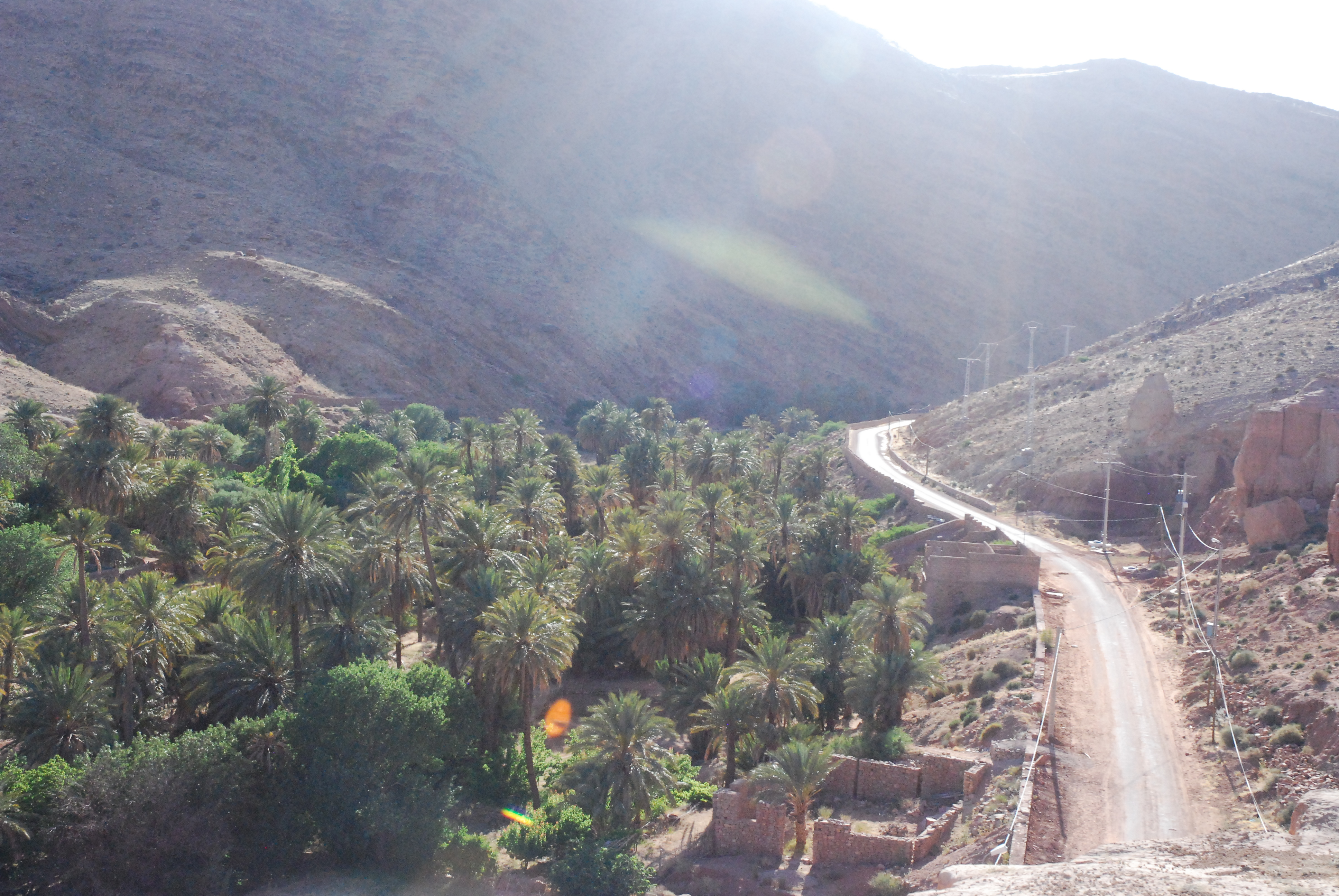
Straße nach Iche
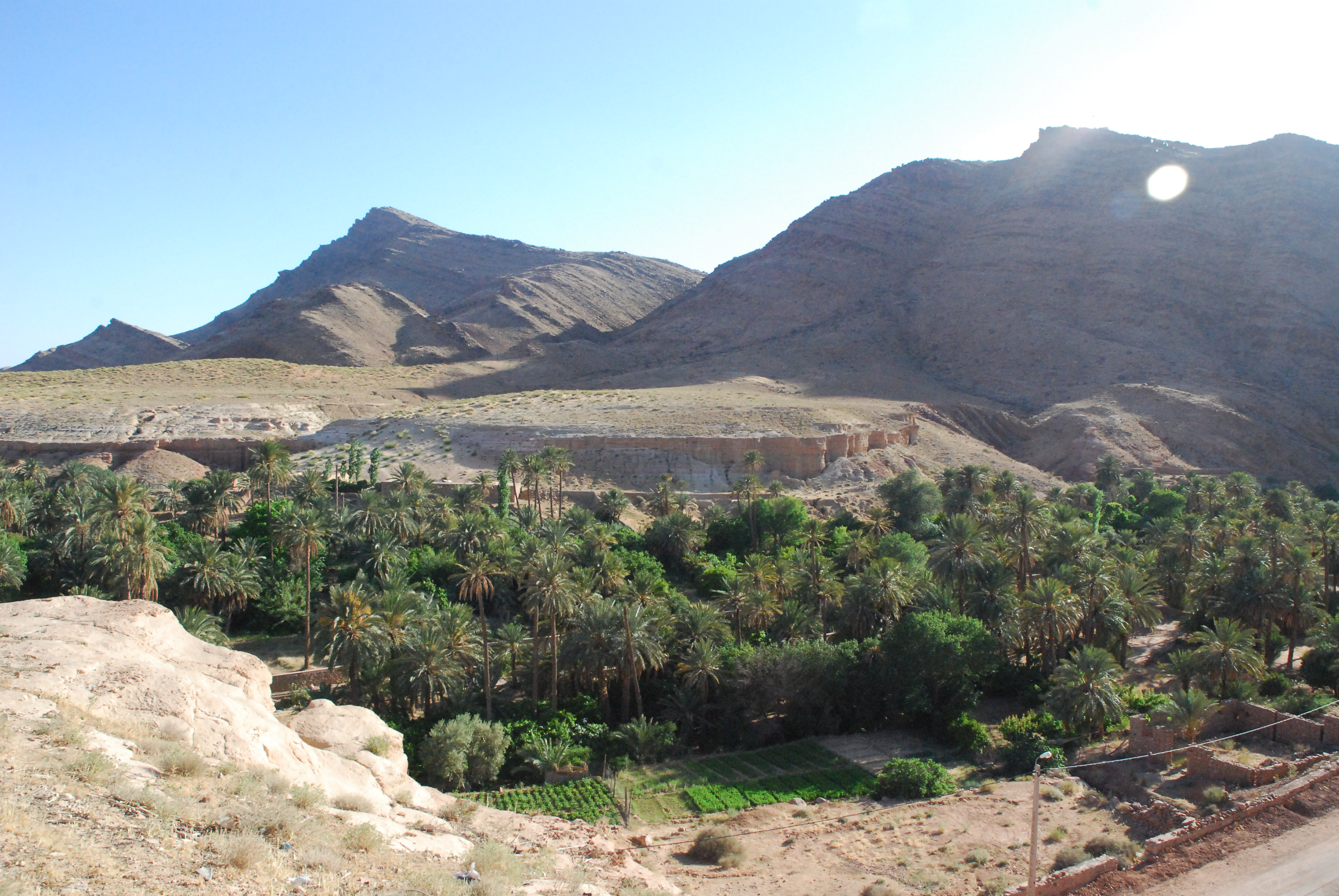
Blick auf die Oase Iche
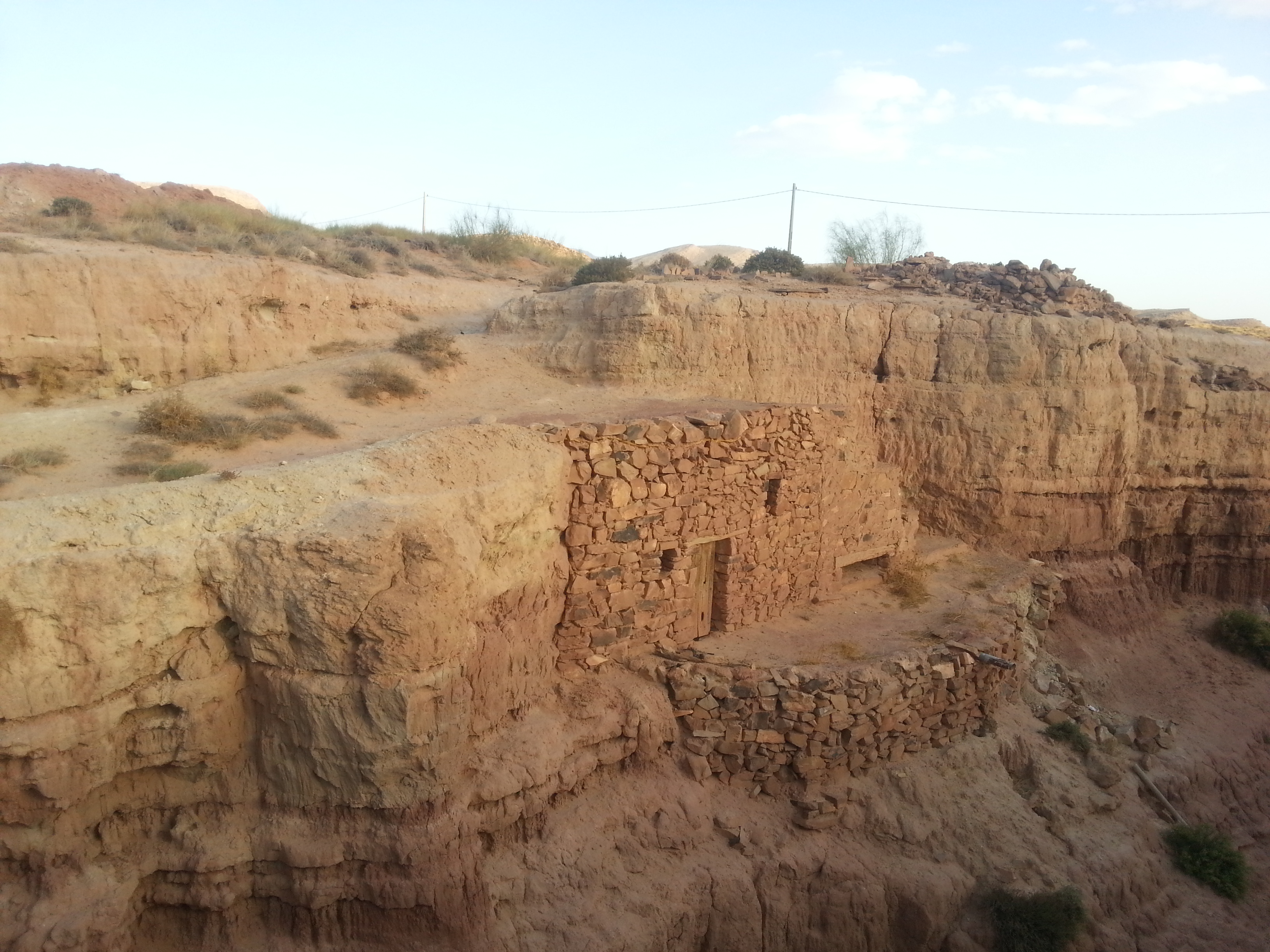
Ehemalige Felseneinsiedelei
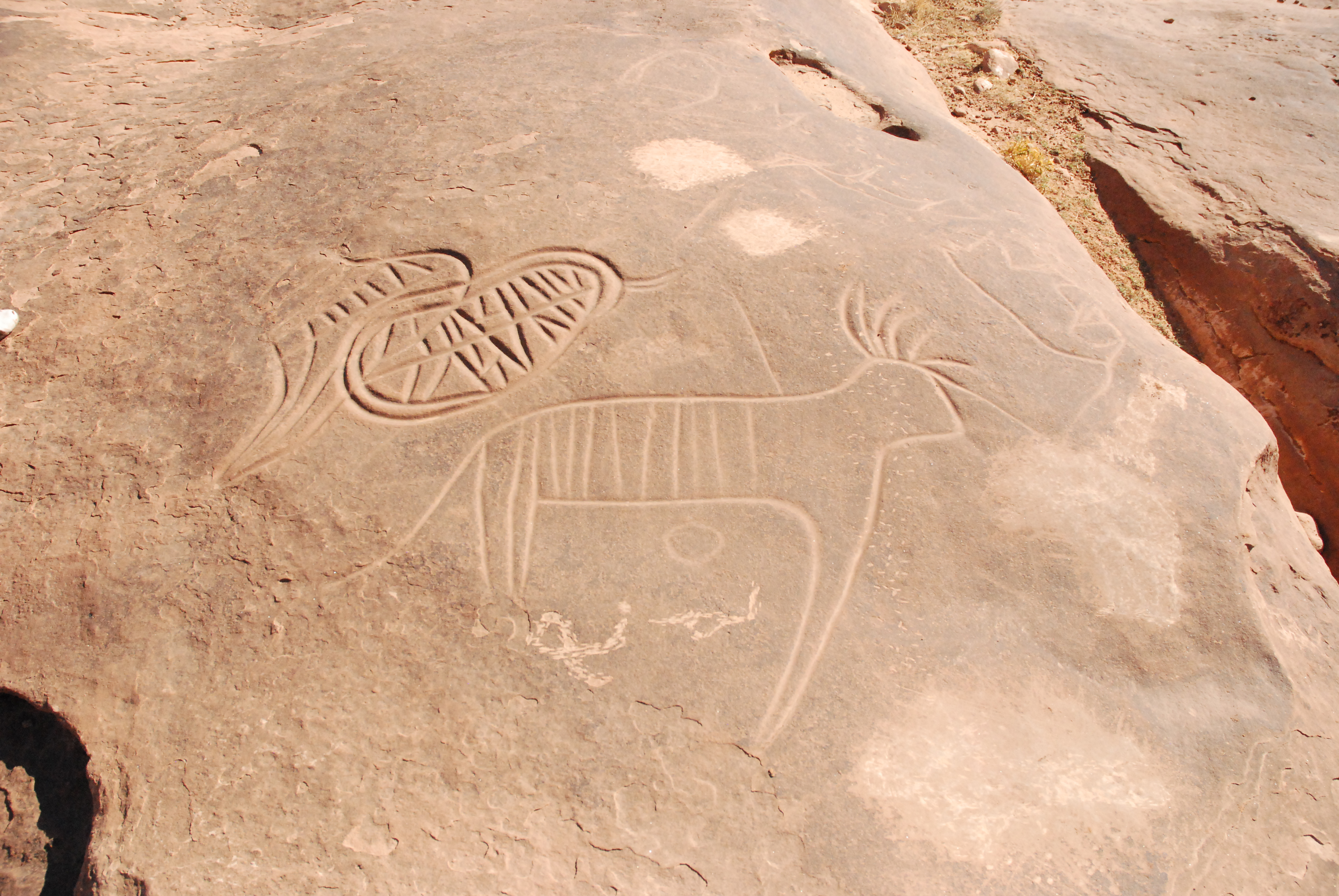
Felsgravuren